# Nucleus nervi trochlearis

Schema der Hirnnervenkerne, Nr. 4 ist der Trochleariskern

Der Nucleus nervi trochlearis („Trochleariskern“) ist ein beidseits vorhandenes Kerngebiet (Nucleus), von dem der Nervus trochlearis (Hirnnerv IV) ausgeht. Er gehört mit dem Nucleus nervi oculomotorii, dem Edinger-Westphal-Kern und dem Nucleus motorius nervi abducentis zu den Augenmuskelkernen, die über das mediale Längsbündel (Fasciculus longitudinalis medialis) miteinander verbunden sind.
Der Nucleus nervi trochlearis liegt im hinteren Teil der Mittelhirnhaube (Tegmentum mesencephali), etwa in Höhe der Colliculi inferiores. Seine Nervenzellen empfangen Impulse aus der gleichseitigen Großhirnrinde. Die vom Kerngebiet ausgehenden Nervenfasern ziehen dorsal um das zentrale Höhlengrau und kreuzen oberhalb des vierten Hirnventrikels auf die andere (kontralaterale) Seite. Im Bereich des Hirnstamms treten die Nervenfasern dann als Nervus trochlearis aus dem Gehirn aus. Durch die komplette Kreuzung der Efferenzen ist der linke Trochleariskern für den rechten Musculus obliquus superior zuständig (siehe auch: Kontralateralität des Vorderhirns).
Bei einer Schädigung dieses Kerngebietes kommt es auf der anderen Seite (kontralateral) zu einer Fehlstellung des Augapfels nach oben medial und zur Außenrotation, da die Fasern nach ihrem Austritt komplett auf die andere Seite kreuzen. Eine Schädigung des Nervus trochlearis selbst verursacht damit dieselbe Symptomatik auf der gleichen (ipsilateral) Seite.